# Jarno Heinikangas
Jarno Heinikangas (født 5. marts 1979 i Pori, Finland) er en finsk tidligere fodboldspiller (forsvarer/defensiv midtbane). 
Heinikangas spillede tre venskabskampe for det finske landshold i perioden 2004-05. På klubplan tilbragte han hele karrieren i hjemlandet, hvor han repræsenterede henholdsvis FC Jazz, FC Lahti og TPS Turku.

## Titler
Suomen Cupen
- 2010 med TPS Turku